# Frauke Schlieckau
Frauke Schlieckau (* 1978 in Hannover) ist eine deutsche Produzentin und Regisseurin von Dokumentationen, Reportagen und Kultursendungen, u. a. für ZDF aspekte. Sie ist Gründerin und Geschäftsführerin der Produktionsfirma Bottega Berlin Productions.

## Ausbildung
Frauke Schlieckau studierte Kunstgeschichte, Neuere Deutsche Literatur und Theaterwissenschaft an der Freien Universität Berlin (FU) sowie der Venice International Universität in Venedig und wurde in Berlin zur Dr. phil. promoviert. Sie besitzt ein MBA Essentials Certificate der London School of Economics (LSE), ein Female Leadership Certificate der Yale University und ein Arts & Heritage Management Certificate der Università Commerciale Luigi Bocconi.
Schlieckau ist Alumna der Masterclass Non-Fiction der Internationalen Filmschule Köln.

## Karriere
2020 gründete Frauke Schlieckau die Produktionsfirma Bottega Berlin Productions, die Dokumentationen und Dokumentarfilme mit den Themenschwerpunkten Kunst, Kultur und Zeitgeist produziert. Seitdem hat sie als ausführende Produzentin und Regisseurin zahlreiche Filmprojekte verantwortet und realisiert. Ihre Dokumentationen wurden von internationalen Fernsehsendern und auf Streamingplattformen wie Amazon Prime ausgestrahlt.
In Kooperation mit dem amerikanischen Rembrandt-Sammler und Gründer der Leiden Collection, Thomas S. Kaplan, realisiert sie seit 2023 den 60-minütigen Dokumentarfilm Rembrandt und seine Erben. Der Film veranschaulicht, welchen Einfluss Rembrandt nicht allein auf seine direkten Schüler hatte, sondern wie seine Arbeit Künstler durch die Jahrhunderte bis in die Gegenwart beeinflusst.
Für das ZDF produzierte sie von 2021 bis 2023 mehrere Ausgaben des ZDF-Kulturmagazins aspekte, für die sie auch als Regisseurin tätig war, sowie zahlreiche Einzelbeiträge.
Ihre Arte-Dokumentation Rembrandts Zeitalter. Kunst, Markt und Geschäft feierte im Januar 2022 in der Hamburger Kunsthalle Premiere. Ihr Beitrag für Arte über das Bauhaus in Tel Aviv war im Rahmen des Bauhaus-Jahres im ZKM Karlsruhe zu sehen.
Von 2013 bis 2019 arbeitete Frauke Schlieckau für die Kulturredaktion einer Berliner Produktionsfirma, zuletzt als Redaktionsleitung für das Arte-Europa-Kulturmagazin Metropolis. Während dieser Zeit realisierte sie als Autorin, Regisseurin und Produzentin zahlreiche Kunst- und Kulturbeiträge, Musikformate, Reportagen und Dokumentationen für Auftraggeber wie Arte, ZDF, ARD, 3sat, die Deutsche Welle oder das Schweizer Fernsehen.
Von 2011 bis 2013 arbeitete Frauke Schlieckau als Kulturredakteurin im ZDF-Hauptstadtstudio in Berlin für die Literatursendung Das Blaue Sofa und für die Sondersendungen des ZDF von den Buchmessen in Frankfurt und Leipzig. 2007 war sie als Moderatorin für die Literatursendung Lettra! tätig. Das Format wurde auf Premiere ausgestrahlt.
Von 2000 bis 2002 absolvierte sie ein Volontariat bei NBC GIGA, dem ersten interaktiven Jugendsender, der auf NBC Europe ausgestrahlt wurde. Von 2002 bis 2003 war sie dort für den Aufbau des sendereigenen Studios in Hamburg zuständig.

## Moderation
2011 und 2012 moderierte Frauke Schlieckau für ZDF/3sat Gespräche mit Autoren wie Benjamin Lebert und Frido Mann für die ZDF/3 Sat-Sondersendungen Das Blaue Sofa und Die lange Nacht des blauen Sofas auf den Buchmessen in Frankfurt und Leipzig.
2007 stand sie regelmäßig für die tägliche Livesendung lettra! Die Show des Premiere-Literatursenders Lettra als Moderatorin vor der Kamera.
Von 2000 bis 2002 moderierte sie die bundesweit ausgestrahlten Livesendungen GIGA und GIGA Hamburg auf NBC GIGA, dem interaktiven Jugendsender auf NBC Europe.

## Veröffentlichungen
Schlieckau veröffentlichte 2014 das Reisebuch Ein Jahr in Venedig.
Sie ist zudem Mitherausgeberin der Juni-Ausgabe des Magazins Bluescreen: Visionen, Träume, Albträume und Reflexionen des Phantastischen und Utopischen.
Frauke Schlieckau gehört zum Autorenteam des 5. BMW Art Guide und ist Autorin von zwei Artikeln für das Onlineportal des Kunstmagazins Monopol.

## Filmographie (Buch & Regie)
Produzentin (Auswahl):
- 2023: Rembrandt und seine Schüler. 60 Min.[8]
- 2023: Parallelwelten. Was ist Realität? ZDF aspekte. Bottega Berlin Productions. 43 Min.[9]
- 2022: Das Ende des Individualismus. Brauchen wir wieder mehr Gemeinsinn? ZDF aspekte. Bottega Berlin Productions. 43 Min.[10]
- 2022: Zukunftsmusik. Wie sich die Klassik neu erfindet. SRF, 3Sat, NZZ Format. Bottega Berlin Productions. 30 Min.[11]
- 2022: Geklaute Jugend. Kann man verlorene Zeit aufholen? ZDF aspekte. Bottega Berlin Productions. 43 Min.[12]

Buch und Regie (Auswahl):
- 2023: Rembrandt und seine Schüler. 60 Min.
- 2022: Parallelwelten. Was ist Realität? ZDF aspekte. Bottega Berlin Productions. 43 Min.
- 2022: Das Ende des Individualismus. Brauchen wir wieder mehr Gemeinsinn? ZDF aspekte. Bottega Berlin Productions. 43 Min.
- 2022: Zukunftsmusik. Wie sich die Klassik neu erfindet. SRF, 3Sat, NZZ. Bottega Berlin Productions. 30 Min.
- 2022: Geklaute Jugend. Kann man verlorene Zeit aufholen? ZDF aspekte. Bottega .Berlin Productions. 43 Min.
- 2022: Gesichter Amerikas. Die Malerin Alice Neel. Arte/NDR. Lona Media. 52 Min.[13]
- 2021: Rembrandts Zeitalter. Kunst, Markt und Geschäft. Arte/ZDF Westend Film und TV Produktion. 52 Min.[14]
- 2021: Sternstunde Kunst. Reload für die Kunstwelt. Wie Robotik und KI die Kreativität verändern. SRF. Lona Media. 52 Min.[15]
- 2021: Caspar David Friedrich. Wanderer zwischen den Welten. Ein Film von Nicola Graef und Frauke Schlieckau. Arte/ZDF. Lona Media. 52 Min.[16]
- 2020: Reload für die Kunstwelt. Wie Robotik und KI die Kreativität verändern. 3Sat. Lona Media. 37 Min.[17]
- 2020: Sternstunde Kunst. Klimawandel in der Kunst. SRF. Kobalt Productions. 52 Min.[18]
- Klimawandel in der Kunst. Kobalt Productions. 37 Min.[19]
- 2017: Forever Bicycle. Das Fahrrad in Kunst und Popkultur. Arte, RBB, Kobalt Productions. 26. Min.[20]
- 2017: Arte Re: Neue Fleischeslust. Europas Metzger-Revival. Ein Film von Frauke Schlieckau und Lutz Ehrlich. Arte, Kobalt Productions. 30 Min.[21]